# AJR (Edimburg)
|  | No s'ha de confondre amb AJR. |

L'AJR fou una de les poques motocicletes mai fabricades a Escòcia. Entre 1925 i 1926, AJ Robertson, d'Edimburg, en va construir d'equipades amb motors JAP de 350 i 500 cc. Robertson mateix va pilotar aquestes motos a moltes competicions motociclistes.